# Диков Микола Миколайович
Микола Миколайович Диков (17 березня 1925— 8 лютого 1996) — радянський і російський вчений-археолог. Доктор історичних наук, професор, член-кореспондент РАН.
Народився в 1925 році в Сумах. З 1944 року заочно навчався на історичному факультеті МДУ, а потім на археологічному відділенні ЛДУ (закінчив його в 1949 році). В 1947—1953 роках брав участь у розкопках у Вірменії, Бурятії і на Ангарі.
У 1953 році захистив кандидатську дисертацію на тему «Бронзова доба Забайкалля». У 1955 році став директором Чукотського краєзнавчого музею. У 1956—1959 роках він провів масштабні археологічні дослідження Чукотки, результатом яких стало виявлення безлічі неолітичних стоянок. Ці дослідження дозволили Дикову висунути гіпотезу про те, що Чукотка була заселена ще в палеоліті.
У 1960 році Диков очолив лабораторію археології, історії та етнографії Північно-Східного комплексного НДІ (Магадан). У 1961 році він організував експедицію на Камчатку, в ході якої були знайдені сліди перебування людини верхнього палеоліту, а також безліч давньоітельменських стоянок. На підставі розкопок Ушковської палеолітичної стоянки були вперше на північному сході Євразії виділені стратиграфічні шари. Це дозволило виділити ранню і пізню ушковські палеолітичні культури.
У 1960-ті роки Діков продовжував дослідження Камчатки та Чукотки. Зокрема ним були детально вивчені пегтымельские петрогліфи.
В 1972 році захистив докторську дисертацію на тему «Стародавні культури Камчатки і Чукотки».
У 1970-ті роки Діков вивчав майбутню зону затоплення водосховища Колимській ГЕС.
У 1975 році на острові Врангеля їм була виявлена палеоескімоська культура, близька до палеоэскимосским культур Америки.
У 1980-ті роки він продовжував дослідження Камчатки та Чукотки. В цей період на Чукотці їм було відкрито ряд палеолітичних та мезолітичних стоянок.
Найважливішим науковим досягненням М. М. Дикова вважається відкриття палеоліту на Камчатці, Чукотці та Колимі.

## Вибрана бібліографія
- Бронзовый век Забайкалья. Улан-Удэ, 1958
- По следам древних костров. Археологи идут по Чукотке. Магадан, 1960
- Древние костры Камчатки и Чукотки. Магадан, 1969.
- Наскальные загадки древней Чукотки: петроглифы Пегтымеля. 1971.
- Археологические памятники Камчатки, Чукотки и Верхней Колымы. 1977
- Древние культуры Северо-Восточной Азии. 1979.
- Азия на стыке с Америкой в древности. СПб, 1993.